# Саввиных, Марина Олеговна
Марина Олеговна Саввиных (род. 9 декабря 1956, Красноярск) — советская и российская поэтесса и публицистка. Главный редактор литературного журнала «День и ночь» c 2007 по 2019 год.

## Биография
Родилась 9 декабря 1956 года в Красноярске.
Училась в Красноярском педагогическом институте на факультете русского языка и литературы, окончила его в 1978 году.
Автор более десятка книг стихов, прозы, художественной публицистики. Публиковалась в журналах «День и ночь», «Зинзивер», «Крещатик» и других.
Работает в журнале «День и ночь», в 2007—2019 годах — главный редактор журнала. Председатель издательского совета РИЦ «День и ночь».
Одна из основателей и первый директор Красноярского литературного лицея с 1998 по 2012 год.
В 2022 году подписала письмо в поддержку российского военного вторжения на Украину.

## Награды
Лауреат премии Фонда имени В. П. Астафьева (1994), Всероссийского конкурса поэзии и малой прозы имени С. С. Бехтеева (2014), Х Всероссийского поэтического конкурса «Мечети — Божьи храмы» (2016), Международного литературного форума «Золотой Витязь» (2020).
Награждена орденом Достоевского I степени и медалью «Василий Шукшин».
Член Союза писателей России. Заслуженный работник культуры Красноярского края.